# Герб Хирова
Герб Хирова — символ міста Хирова. Затверджений 8 грудня 1999 року рішенням сесії міської ради. 
Автор проєкту — А. Гречило.

## Опис
У синьому полі золотий топір зі срібним топорищем. Щит обрамований декоративним картушем та увінчаний срібною міською короною.

## Історія
Хирів від XVI ст. використовував на печатках як міський знак герб Топір власників містечка Тарлів. Цей символ збережено в сучасному гербі міста.